# Zamek w Osiecznej
Zamek w Osiecznej – znajduje się w parku nad brzegiem Jeziora Łoniewskiego. Zamek po raz pierwszy wzmiankowany był w 1472 roku jako castrum et fortalicium, następnie rozbudowano go około 1600 i 1700 roku, ale swój obecny charakter zawdzięcza przebudowie z lat 1890–1908, przeprowadzonej przez berlińskie biuro architektoniczne Reimer & Körte.

## XIV - XVI wiek
Pierwsza warownia powstała w tym miejscu przypuszczalnie w XIV wieku dla kasztelana santockiego Wojsława Borka z Gryżyny (zm. 1373) lub około połowy XV wieku w czasach jego następcy starosty wschowskiego Macieja Borka z Nowego Miasta i Lipna (1418–1452). Zamek ten miał kształt czworoboku z zachowanymi do dzisiaj w parterze skrzydłem zachodnim i północnym. Następnie zamek należał do Borków-Osieckich. Po Macieju zamek przeszedł w posiadanie jego syna, Mikołaja Borka (w latach 1453–1496), a w 1498 zamek przejął syn Mikołaja, Andrzej Borek Osiecki. W 1509 roku król Zygmunt zwolnił Mikołaja Lasotę Zaborowskiego z udziału w pospolitym ruszeniu, ponieważ miał on pozostać w Wielkopolsce dla obrony zamku w Osiecznej.   
W 1512 od sióstr Andrzeja Borka Osieckiego część dóbr osieckich odkupił Łukasz II Górka; natomiast inna część dóbr i miasta została darowana jego synowi, Andrzejowi I Górce. Mimo że nie była to główna rezydencja Górków, w rękach tej rodziny zamek pozostawał do 1592 roku.

## XVII - XVIII wiek

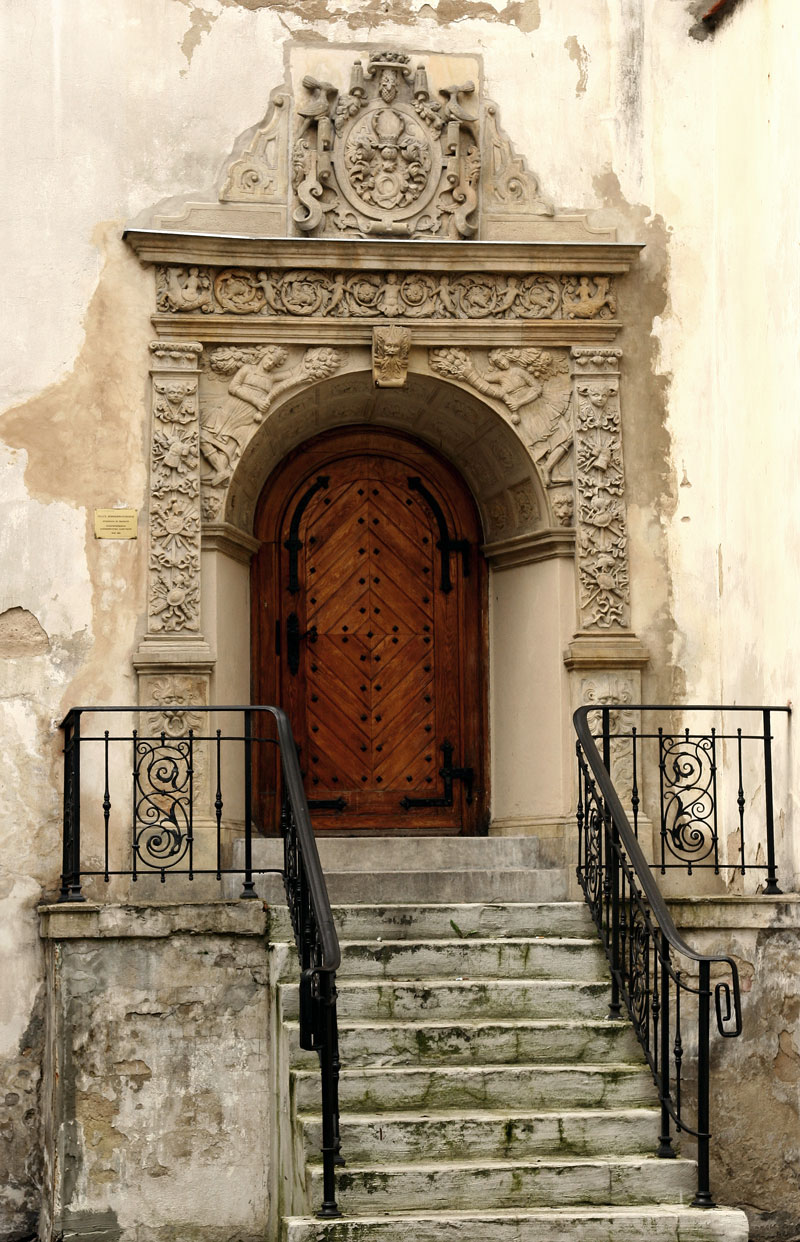
Manierystyczny portal z 1600 roku

W 1592 roku zmarł wojewoda Stanisław Górka, ostatni z rodu, w związku z czym zamek odziedziczył jego siostrzeniec kasztelan Andrzej Czarnkowski i rozbudował go około 1601 roku. Z tego okresu zachowała się tzw. sala rycerska (jadalna) nakryta sklepieniem kolebkowo-krzyżowym. Neorenesansowe wsporniki w tej sali pochodzą jednak z czasów przebudowy z lat 1890–1908. Na ścianach imitacja kurdybanu. Sala umeblowana jest meblami gdańskimi.
Najbardziej charakterystycznym elementem wystroju zewnętrznego z tego okresu jest pochodzący z 1600 manierystyczny portal zwieńczony kartuszem z herbem Czarnkowskich-Nałęcz i literami AC (Andrzej Czarnkowski). Niżej groteska z motywami roślinnymi, mitologicznymi i zwierzęcymi, w narożnikach dwa geniusze z rogami obfitości, pośrodku, pomiędzy nimi, zwornik z maszkaronem. W sklepieniu drzwi znajdują się kasetony. Portal podtrzymywany jest dwoma pilastrami porządku toskańskiego zdobionymi motywami militarnymi.
Z tego samego okresu pochodzi tablica fundacyjna z herbem Nałęcz i literami (w rogach) ACCN (Andreas Czarnkowski Castellanus Naclensis).  
Inna tablica, identyfikująca już Czarnkowskiego jako starostę inowrocławskiego i kasztelana kaliskiego, zawiera łaciński napis upamiętniający przebudowę dokonaną w czasie jego władania Osieczną: 

Sibi et posteritati Andreas Czarnkowski Castellanus calissiensis, capitaneus inovladislaviensis accepta post decessum inclutae Gorcanorum comitum familiae materna successione antiqua aedificia restaurare nec non alia de novo aedifica recuravit atque Anno D. 1601 perfecit 
(Współczesnym i potomnym Andrzej Czarnkowski kasztelan kaliski, starosta inowrocławski, po objęciu dóbr zgasłego rodu Górków jako spadkobierca po matce odnowił stare zabudowania i wzniósł niektóre nowe w roku pańskim 1601)

Poniżej znajduje się tablica upamiętniająca odbudowę dokonaną przez Jana Opalińskiego z Bnina po pożarze z 1665 r.: 

Ilustrissimus IOANNES de BNIN OPALENSKI palatinus Bresten Maior Polon. Generalis post teram deflagrationem A 1665 (...) et in hanc formam gratae posteritati edegit 
(Prześwietny Jan z Bnina Opaliński wojewoda brzesko-wielkopolski odbudował zamek po całkowitym spaleniu w roku 1665 w tej postaci przekazując potomnym).

Na tej samej ścianie, poniżej, wmurowany kartusz z herbem von Heydebrandtów pochodzący z dawnej attyki z 2 poł. XIX wieku.
Andrzej Czarnkowski sprzedał w 1610 r. dobra w Osiecznej, które kupił Andrzej z Przymy Przyjemski herbu Rawicz. Następnie właścicielem był jego syn Adam Olbracht Przyjemski – poprzez małżeństwo jego córki Zofii Teresy – majątek przeszedł w 1653 roku w ręce Jana Opalińskiego, który odbudował zamek po zniszczeniach z 1665 roku. Od 1690 do 1744 roku właścicielami zamku byli Mycielscy herbu Dołęga. Od około 1744 do 1797 roku właścicielami majątku zostali Skoroszewscy herbu Habdank. Przypuszczalnie w czasach Mycielskich lub Skoroszewskich zbudowano barokowe skrzydło od wschodu (przebudowane w XIX wieku).  

## XIX - XX wiek
W 1799 r. majątek kupił Bonawentura Gajewski, a w 1821 roku przejął go bank w Berlinie. W 1829 roku od banku majętność kupiła rodzina Paschke. W piśmie Przyjaciel Ludu z 1840 roku opisano, że zamek ma dwa piętra i jest w złym stanie technicznym. W latach 1861–1866 właścicielem zamku był Heinrich Burghard Abegg i to przypuszczalnie wtedy przebudowano skrzydło południowe nadbudowując parterowy łącznik, przez który prowadziła brama, do wysokości starszego skrzydła barokowego i nadając tej części skrzydła formę neorenesansową z gankiem i attyką z kartuszem. W latach 1864–1884 właścicielem był Bernhard Heinrich Helldorff. Po nim zamek odziedziczyła jego córka Anna von Helldorff i jej mąż, słynny szachista Tassilo von Heydebrand und der Lasa (1818–1899), a następnie jego syn pruski polityk Heinrich von Heydebrandt. On to, niedługo po swoim ślubie w 1890 roku, zlecił przebudowę południowej części zamku wg projektu biura architektonicznego Reimer & Körte z Berlina. Przebudowy w stylu eklektycznym dokonano w latach 1890–1908. Do 1900 roku przebudowano część południową usuwając kostium neorenesansowy i ukończono wysoką wieżę o cechach neoromańskich, a w latach 1902–1908 nadbudowano o piętro najstarsze parterowe skrzydła północne i zachodnie. W zamku znajdowała się też biblioteka szachowa Tassilo von Heydebranda, który mieszkał w nim w ostatnim roku swojego życia.
W 1926 roku majątek przylegający do zamku liczył 1467 hektarów. W 1939 roku poszerzono taras zamkowy. Od 1945 do 1956 roku zamkiem władał Instytut Zachodni w Poznaniu jako swoim ośrodkiem wypoczynkowym, a następnie objęła go Polska Akademia Nauk. Od 1959 roku zamek służy jako ośrodek leczenia dzieci i dziś pełni mieści Centrum Rehabilitacji im. prof. Mieczysława Walczaka. W latach 1981–1984 roku przeprowadzono remont obiektu.

## Opis zamku
Obecnie zamek architektonicznie składa się z trzech brył: najstarszego skrzydła północno-zachodniego zawierającego mury średniowieczne, skrzydła południowo-wschodniego i łączącej oba skrzydła części środkowej z wysoką (26 m) wieżą pochodzącą z 1900 r. Jak wskazują źródła ikonograficzne, część środkową zbudowano na istniejącej wcześniej budowli parterowej. Zamek ma kształt nieregularnego trójboku wokół otwartego dziedzińca. W architekturze przebudowanego zamku zachowano wszystkie istniejące składniki elewacji, wprowadzając dodatkowo elementy secesji i historyzmu.
Główne wejście do zamku znajduje się od strony zachodniej. Dwa murowane filary podtrzymują lekki balkon zdobiony ornamentami roślinnymi. Nad balkonem daszek. Elewacje, zwłaszcza od strony jeziora, urozmaicone są wykuszami, balkonami i tarasami. Nad oknem pierwszego piętra od strony dziedzińca dekoracja stiukowa z około 1777 r. z herbami Abdank ówczesnego właściciela Osiecznej Mikołaja Skoroszewskiego i herbem Zbiświcz jego żony, Teresy z Goetzendorf-Grabowskich.

## Park
Zamek położony jest w parku (2,2 ha) z mostkami i elementami małej architektury ogrodowej (rzeźby). W parku dominuje starodrzew – lipy, platany, buk czerwonolistny, dęby, klony i jawory. Od strony południowej (jeziora) rośnie stary okaz magnolii, a także kilka pochodzących z powojennych nasadzeń azalii i różaneczników. Przy wejściu do parku trójdzielny budynek bramny z końca XIX wieku. Obecnie w zamku mieści się szpital sanatoryjny.

## Galeria

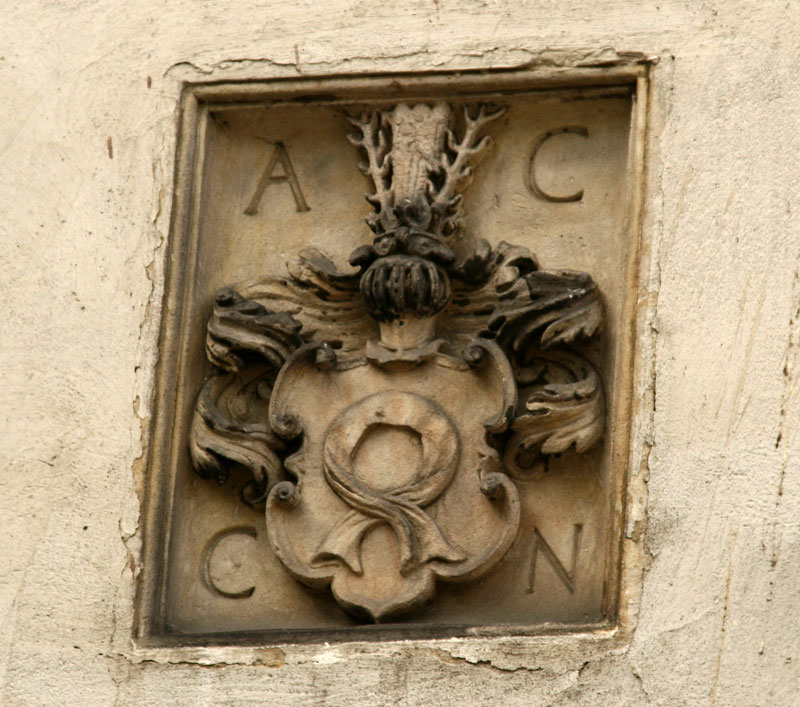
Tablica z około 1600 roku z inicjałami ACCN Andreas Czarnkowski Castellanus Naclensis oraz herbem Czarnkowskich – Nałęcz
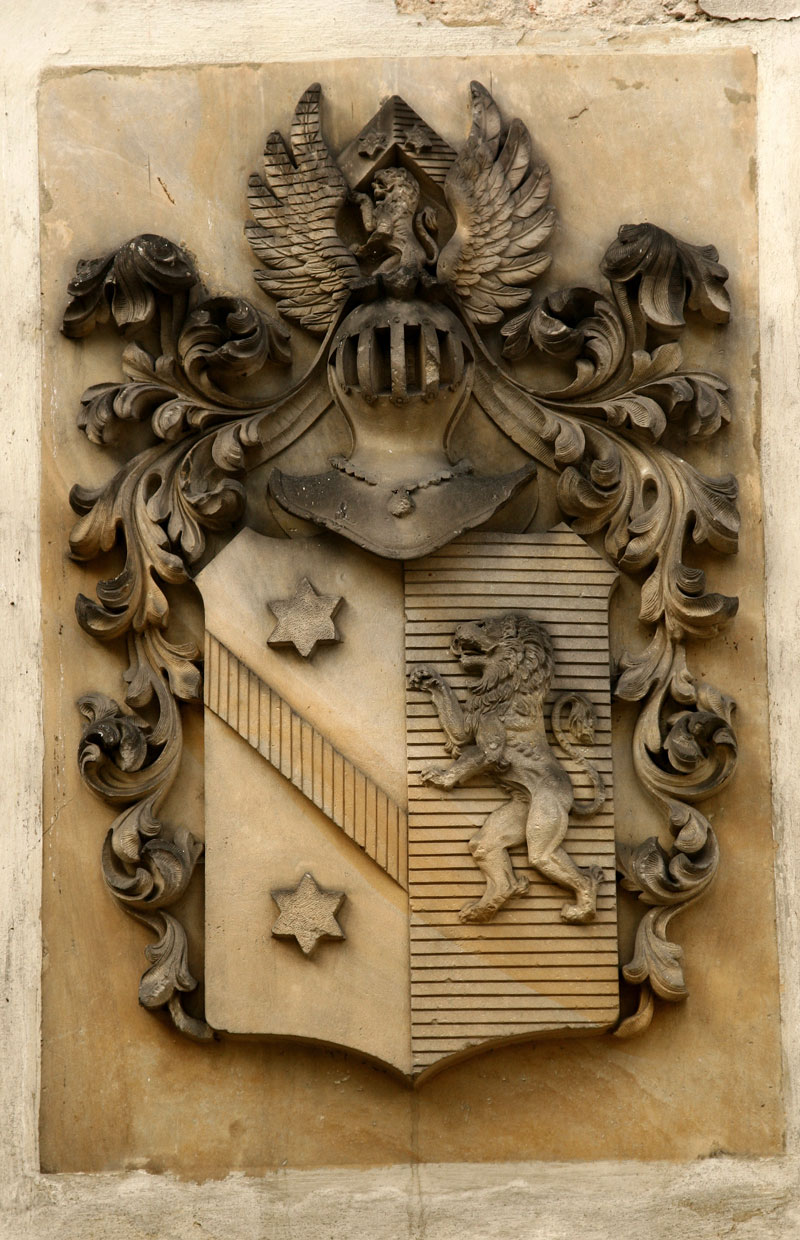
Kartusz z 2 poł. XIX wieku z herbem von Heydebradtów
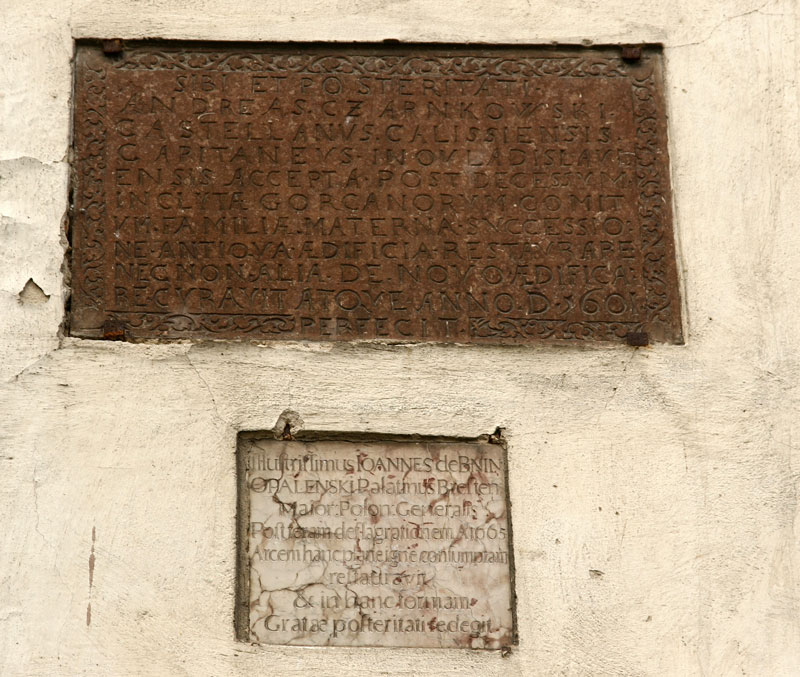
Tablica ku czci Andrzeja Czarnkowskiego i poniżej Jana Opalińskiego
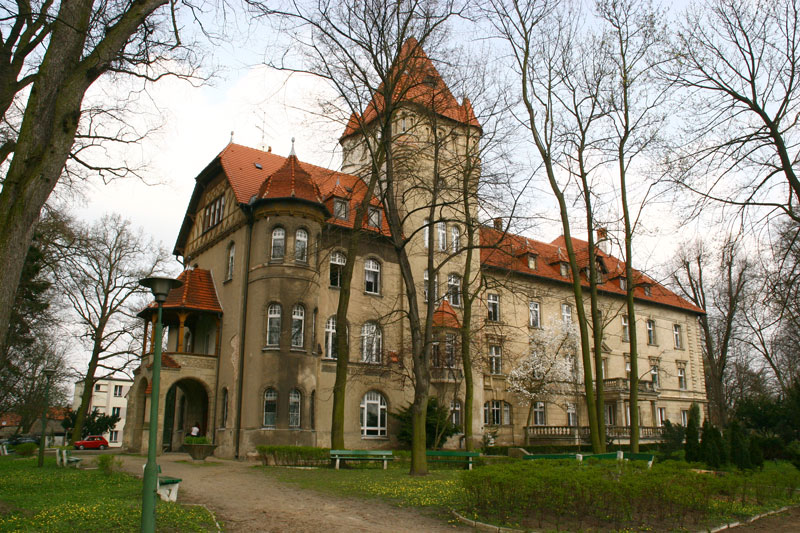
Skrzydło południowe po przebudowie z lat 1890–1908